# Lovey-Dovey
"Lovey-Dovey" (tạm dịch: Uyên ương) là bài hát của nhóm nhạc nữ Hàn Quốc T-ara. Đây là bài hát chủ đề của album Funky Town (Phiên bản tái phát hành từ album Black Eyes). Được sáng tác bởi Shinsadong Tiger, người đã từng viết các hit của T-ara như: "Bo Peep Bo Peep", "Roly-Poly",...bài hát với giai điệu sôi động, dễ bắt tai ngay sau đó đã đứng đầu nhiều bảng xếp hạng ở Hàn Quốc, nối tiếp thành công của bài hát "Cry Cry" phát hành trước đó không lâu. Video của bài hát với độ dài 20 phút được phát hành vào ngày 2 tháng 1 năm 2012, là phần tiếp theo của MV drama của họ sau "Cry Cry". Ngoài ra, bài hát còn nhiều phiên bản video khác được phát hành liên tiếp sau đó. Chỉ sau một tuần, video đã đạt đến mốc 3 triệu lượt xem trên mạng. Để quảng bá cho bài hát cũng như album Funky Town, nhóm đã quảng bá trên các chương trình âm nhạc hàng tuần cũng như các lễ trao giải âm nhạc tại Hàn Quốc.

## Phiên bản drama

### Phần 1
Drama kể về việc Ji-yeon phát hiện ra Cha Seung-won là kẻ đã lỡ tay giết cha mình ở nhiều năm trước, cô đã để cho thuộc hạ của cha "khử" anh. Sau đó, khi bị ép phải đứng trước việc trả thù cho cha hay tha thứ cho Seung-won, Ji-yeon đã chọn cách nổ súng vào những kẻ định uy hiếp anh. Kết quả, Cha Seung-won vì cứu Ji-yeon nên bị thương nặng, còn Ji-yeon bị bọn đàn em cũ của cha kéo lên xe chở đi.

### Phần 2
Cha Seung-won còn sống và trở nên trầm lặng hơn. Còn Jiyeon, cô bị bọn đàn em cũ của cha vứt ở một góc đường sau khi bị đánh trọng thương và vô tình được Eunjung cứu sống. Jiyeon được đưa đi cấp cứu và phẫu thuật thành gương mặt mới là Qri. Đến phần hai này, vai trò của Ji-yeon kết thúc và chuyển giao cho Qri phụ trách. Qri sống cùng Eunjung nhưng lúc nào cũng đau buồn về chuyện quá khứ. Cô trong một lần đi ăn với Eunjung đã vô tình gặp lại Seung-won. Một lần vào hộp đêm, Eunjung và Qri đã lấy trộm một túi thuốc mà cứ tưởng là hàng lắc. Trùm hộp đêm đó là Ji Chang-wook chính là kẻ đã đánh trọng thương Jiyeon và Seung-won. Sau đó, Eunjung bị bắt. Qri nhớ lại tình nghĩa ngày xưa đã được Eunjung cứu sống nên đã đến cứu bạn về. Cha Seung-won một lần nữa vì cứu Qri đã trọng thương. Đoạn cuối video nhạc, Cha Seung-won chết khi đang ngồi trên xe của Qri, phía trước là biển Hàn Quốc trong xanh nổi sóng đầy ám ảnh.

## Danh sách track
- Lovey-Dovey - 3:35
- Lovey-Dovey (Phiên bản Club Remix) - 3:47

## Xếp hạng
| Bảng xếp hạng           | Xếp hạng cao nhất |
| ----------------------- | ----------------- |
| Gaon Chart              | 1                 |
| Billboard K-pop Hot 100 | 1                 |
| KBS Music Bank          | 1                 |
| M.net M! Countdown      | 1                 |
| SBS The Music Trend     | 1                 |

## Doanh số
| Quốc gia              | Doanh số  |
| --------------------- | --------- |
| Hàn Quốc (tải nhạc)   | 3.758.864 |
| Nhật Bản (đĩa vật lý) | 23.623    |

## Lịch sử phát hành
| Vùng     | Ngày             | Định dạng  |
| -------- | ---------------- | ---------- |
| Hàn Quốc | 3 tháng 1, 2012  | Tải nhạc   |
| Nhật Bản | 2 tháng 5, 2012  | Tải nhạc   |
| Nhật Bản | 23 tháng 5, 2012 | Đĩa đơn CD |